# Caleb Shepherd
Caleb Shepherd (Huntly, 29 de junio de 1993) es un deportista neozelandés que compite en remo como timonel.
Participó en dos Juegos Olímpicos de Verano, obteniendo una medalla de plata en Tokio 2020, en la prueba de ocho con timonel femenino, y el sexto lugar en Río de Janeiro 2016, en el ocho con timonel masculino.
Ganó dos medallas de oro en el Campeonato Mundial de Remo, en los años 2014 y 2019.

## Palmarés internacional
| Juegos Olímpicos   | Juegos Olímpicos         | Juegos Olímpicos | Juegos Olímpicos |
| Año                | Lugar                    | Medalla          | Prueba           |
| ------------------ | ------------------------ | ---------------- | ---------------- |
| 2020               | Tokio (Japón)            | Medalla de plata | Ocho con timonel |
| Campeonato Mundial |                          |                  |                  |
| Año                | Lugar                    | Medalla          | Prueba           |
| 2014               | Ámsterdam (Países Bajos) | Medalla de oro   | Dos con timonel  |
| 2019               | Ottensheim (Austria)     | Medalla de oro   | Ocho con timonel |